# Grammatophyllum
Grammatophyllum  Blume, 1825 è un genere di piante della famiglia delle Orchidacee diffuso nel sud-est Asiatico e in diverse isole del Pacifico occidentale.

## Descrizione
Grammatophyllum  è un genere di orchidee del quale fanno parte piante di taglia medio-grande, generalmente epifite, caratterizzate da due forme di crescita distinte: una è caratterizzata da steli simili a canne, portanti molte foglie, l'altra presenta pseudobulbi, generalmente tozzi e spessi, che portano al loro apice le foglie.
In entrambi i casi l'infiorescenza è costituita da racemi che portano molti fiori in prevalenza di colore marrone o verde, con sepali e petali grandi e vistosi e con un labello più piccolo con 3 chiglie basse..

## Distribuzione e habitat
Il genere è diffuso nel Sudest asiatico, in Indonesia, nelle Filippine, in Nuova Guinea, e nel Pacifico sud-occidentale..

## Tassonomia
Il genere comprende le seguenti specie:
- Grammatophyllum elegans Rchb.f., 1882
- Grammatophyllum fenzlianum Rchb.f.
- Grammatophyllum kinabaluense Ames & C.Schweinf., 1920
- Grammatophyllum martae Quisumb. ex Valmayor & D.Tiu, 1983
- Grammatophyllum measuresianum Sander, 1889
- Grammatophyllum multiflorum Lindl., 1838
- Grammatophyllum pantherinum Rchb.f., 1878
- Grammatophyllum ravanii D.Tiu, 2009
- Grammatophyllum schmidtianum Schltr., 1914
- Grammatophyllum scriptum (L.) Blume, 1849
- Grammatophyllum speciosum Blume, 1825
- Grammatophyllum stapeliiflorum (Teijsm. & Binn.) J.J.Sm., 1905
- Grammatophyllum wallisii Rchb.f., 1876

## Coltivazione
Le specie appartenenti a questo genere possono essere coltivate sia in vasi che in cesti appesi, contenenti materiale organico, tenendo presente che sono a crescita molto rapida e, in particolare alcune specie possono raddoppiare la loro taglia in un anno. In genere necessitano di molta luce (anche la luce diretta del sole) e molto fertilizzante nella stagione della fioritura..